# Nekrolog 1462
Nekrolog
◄◄
| ◄
| 1458
| 1459
| 1460
| 1461
| 1462 | 1463 | 1464 | 1465 | 1466 | ► | ►►
Weitere Ereignisse | Allgemeiner Nekrolog 1462
Die Beschreibung der verstorbenen Person sollte so kurz wie möglich gehalten sein und nur deren signifikante Tätigkeit(en) enthalten.
Neue Namen ggf. auch unter dem Geburts- und Sterbedatum, also etwa unter 1. Januar und im Geburts- und Sterbejahr (2024) eintragen (nur bei entsprechender großer Wichtigkeit). Für Beispiele siehe die schon vorhandenen Artikel.
Außerdem über die fünf zuletzt Verstorbenen, zu denen es einen ausreichend guten Artikel für eine Präsentation auf der Hauptseite gibt, nach der todesbedingten Überarbeitung der Artikel ggf. auch unter Wikipedia Diskussion:Hauptseite informieren und sie am besten auch in den anderen Wikipedia-Sprachversionen eintragen. Tipp: Regelmäßig bei news.google.de nach „ist tot“, „gestorben“ oder „verstorben“ suchen.
Wenn eine Person gestorben ist, gibt es viele Seiten zu dieser Person in der Wikipedia, die davon auch betroffen sind und entsprechend aktualisiert werden müssen. Beispiele: Namenübersichtsseite, Geburtsjahr, Geburtsort-Seiten und viele mehr.
Wie finde ich die betroffenen Seiten?
Im Suchfeld auf der linken Seite gibt man den Suchbegriff so ein: „Vorname Nachname“. Dann klickt man auf Volltext und alle Seiten mit entsprechendem Suchtext werden aufgerufen. Hier sieht man dann schnell, wo auch das Todesjahr Sinn macht oder sogar ein Teil des Artikels angepasst werden muss. Auch hilft das „Werkzeug“ auf der linken Seite sehr gut, um solche Seiten aufzufinden: „Links auf diese Seite“. Somit ist die Wikipedia wieder aktuell in allen Bereichen! Hinweis: bei Eintragung der Kategorie „Gestorben JAHR“ wird der Missbrauchsfilter 49 ausgelöst, was jedoch nicht schlimm ist. Siehe: Spezial:Missbrauchsfilter/49
Dies ist eine Liste von im Jahr 1462 verstorbenen bekannten Persönlichkeiten. Die Einträge erfolgen innerhalb der einzelnen Daten alphabetisch sortiert. Tiere sind im Nekrolog für Tiere zu finden.

## Februar
| Tag         | Name           | Beruf, bekannt als | Alter | Beleg |
| ----------- | -------------- | ------------------ | ----- | ----- |
| 20. Februar | Aubrey de Vere | englischer Ritter  |       |       |
| 27. Februar | Władysław II.  | polnischer Adliger |       |       |

## März
| Tag      | Name        | Beruf, bekannt als   | Alter | Beleg |
| -------- | ----------- | -------------------- | ----- | ----- |
| 27. März | Wassili II. | Großfürst von Moskau | 47    |       |

## April
| Tag       | Name                     | Beruf, bekannt als    | Alter | Beleg |
| --------- | ------------------------ | --------------------- | ----- | ----- |
| 28. April | Ulrich II. von Rosenberg | Statthalter in Böhmen | 59    |       |

## Mai
| Tag     | Name                                | Beruf, bekannt als                  | Alter | Beleg |
| ------- | ----------------------------------- | ----------------------------------- | ----- | ----- |
| 7. Mai  | Pasquale Malipiero                  | Doge von Venedig (1457–1462)        |       |       |
| 8. Mai  | Palla Strozzi                       | italienischer Kaufmann und Humanist |       |       |
| 14. Mai | Jeanne de Marle                     | Adlige                              |       |       |
| 22. Mai | Johann II.                          | Graf von Görz                       |       |       |
| 28. Mai | Luis de Beaumont, 1. Conde de Lerín | navarresischer Adliger              |       |       |

## Juni
| Tag      | Name                | Beruf, bekannt als                     | Alter | Beleg |
| -------- | ------------------- | -------------------------------------- | ----- | ----- |
| 25. Juni | Catherine d’Alençon | zweite Ehefrau Ludwigs VII. von Bayern |       |       |

## Juli
| Tag      | Name            | Beruf, bekannt als                                | Alter | Beleg |
| -------- | --------------- | ------------------------------------------------- | ----- | ----- |
| 1. Juli  | Johannes Poley  | deutsch-österreichischer Zisterzienser und Abt    |       |       |
| 12. Juli | Anderl von Rinn | Opfer eines als Legende überlieferten Ritualmords |       |       |

## August
| Tag        | Name             | Beruf, bekannt als    | Alter | Beleg |
| ---------- | ---------------- | --------------------- | ----- | ----- |
| 22. August | Giosia Acquaviva | italienischer Adliger |       |       |

## September
| Tag           | Name                 | Beruf, bekannt als                                    | Alter | Beleg |
| ------------- | -------------------- | ----------------------------------------------------- | ----- | ----- |
| 1. September  | Theobald Schweinpeck | Bischof von Lavant                                    |       |       |
| 7. September  | Yangnyung            | koreanischer Prinz, Dichter, Maler und Schriftsteller |       |       |
| 17. September | Anna von Sachsen     | Landgräfin von Hessen                                 | 42    |       |

## November
| Tag          | Name                             | Beruf, bekannt als                           | Alter | Beleg |
| ------------ | -------------------------------- | -------------------------------------------- | ----- | ----- |
| 11. November | Anne de Lusignan                 | Herzogin von Savoyen                         | 44    |       |
| 13. November | Anna von Österreich              | Herzogin von Sachsen, Herzogin von Luxemburg | 30    |       |
| 14. November | George Douglas, 4. Earl of Angus | schottischer Adliger                         |       |       |
| 22. November | Heinrich von Hewen               | Bischof in Konstanz; Administrator von Chur  |       |       |

## Dezember
| Tag          | Name                                     | Beruf, bekannt als                                                           | Alter | Beleg |
| ------------ | ---------------------------------------- | ---------------------------------------------------------------------------- | ----- | ----- |
| 24. Dezember | Peter Zmrzlík von Schweißing der Jüngere | böhmischer Adeliger                                                          |       |       |
| 31. Dezember | Heinrich Rubenow                         | Greifswalder Bürgermeister und Mitgründer der Ernst-Moritz-Arndt-Universität |       |       |

## Datum unbekannt
| Tag | Name                        | Beruf, bekannt als                                                                              | Alter | Beleg |
| --- | --------------------------- | ----------------------------------------------------------------------------------------------- | ----- | ----- |
|     | Alain IX. de Rohan          | Vicomte de Rohan et de Léon, Comte de Porhoët und Baron de Pontchâteau                          |       |       |
|     | Bernard de Pardiac          | Graf von Pardiac                                                                                |       |       |
|     | William Chamberlain         | englischer Ritter                                                                               |       |       |
|     | Dai Jin                     | chinesischer Maler                                                                              |       |       |
|     | Dietrich Ebbracht           | deutscher Kanoniker, Scholastiker, Kirchenpolitiker                                             |       |       |
|     | Sebald Fyoll                | Maler der Spätgotik                                                                             |       |       |
|     | Niccolo II. Gattilusio      | letzter Archon von Lesbos                                                                       |       |       |
|     | Friedrich von Greiffenclau  | deutscher Ritter, als Witwer Franziskaner                                                       |       |       |
|     | Iñigo de Guevara            | Ritter des Ordens vom Goldenen Vlies                                                            |       |       |
|     | Ghillebert de Lannoy        | französischer Adliger                                                                           |       |       |
|     | Michele Giambono            | venezianischer Maler und Mosaizist                                                              |       |       |
|     | Hans von Tübingen           | schwäbischer Maler, der in Österreich wirkte                                                    |       |       |
|     | Konrad von Lintorff         | Bischof von Havelberg                                                                           |       |       |
|     | Nicolas Rolin               | Kanzler der Herzöge von Burgund                                                                 |       |       |
|     | Hans Strigel der Ältere     | deutscher Maler                                                                                 |       |       |
|     | Lukas Watzenrode der Ältere | preußischer Handelsmann, Vater von Lucas Watzenrode (junior), Großvater von Nikolaus Kopernikus |       |       |